# Simulium torautense
Simulium torautense es una especie de insecto del género Simulium, familia Simuliidae, orden Diptera.
Fue descrita científicamente por Takaoka & Roberts, 1988.